# Renault Maxity
La Renault Maxity es un camioneta fabricada por Nissan Diesel para Renault Trucks y comercializada en la red de concesionarios de Renault Trucks. Su lanzamiento mundial se produjo en el primer trimestre del año 2007. Similar a su gemela la UD Cabstar, comparte con ésta sus partes mecánicas y diseño. Se manufactura en la planta de Nissan España en Ávila. Al ser producido en una de las principales plantas del conglomerado Renault-Nissan-Mitsubishi, éste vehículo es comercializado por Renault Trucks en los concesionarios de la red Volvo Trucks y de la Renault.

## Descripción
La Renault Maxity es un vehículo ligero de cabinado frontal con un diseño interior y exterior próximo al de un automóvil. La Renault Maxity tiene por capacidad de carga desde 2,5 hasta 4,0 toneladas (en el Reino Unido hay una versión intermedia de 3,5 toneladas). Su tracción proviene del eje posterior, y dicho elemento está acoplado a una caja de marchas de 5 o 6 velocidades (incluida reversa) dependiendo de sus especificaciones, y ésta a su vez está acoplada a un motor diésel de la serie DXi2.5 (2.5 litros) que eroga 110 caballos (82 kW) y 130 caballos (97 kW) cuando se acopla a uno de tipo turbocargado, y otro bloque del modelo DXi3 (3.0 litros) también turbocargado, que produce150 caballos (112 kW). 
Renault Trucks se ha propuesto enfatizar el uso de la Renault Maxity tanto en pueblos como en ciudades, debido a sus reducidas dimensiones, con un ancho de cabina de 1870 mm (73,6 plg), una longitud de 2651 mm (104,4 plg) a 4961 mm (195,3 plg) dependiendo de su configuración, aparte de su compacto radio de giro, de 4,8 m (189 plg).

## Variantes
En el año 2010, se ensayó una versión de impulsión eléctrica de 2 toneladas de capacidad, la que fuera ensayada en la flotilla del distribuidor de bebidas Tafanel en la ciudad de París. Este prototipo fue desarrollado en asociación con el fabricante de vehículos eléctricos de uso comercial PVI.